# Menophra brunneata
Menophra brunneata là một loài bướm đêm trong họ Geometridae.